# Kostomlaty nad Labem
Kostomlaty nad Labem é uma comuna checa localizada na região da Boêmia Central, distrito de Nymburk.